# Колен, Александр-Мари
Александр-Мари Колен (фр. Alexandre-Marie Colin; 5 декабря 1798[…], Париж — 22 ноября 1875, Париж) — французский художник.

## Биография

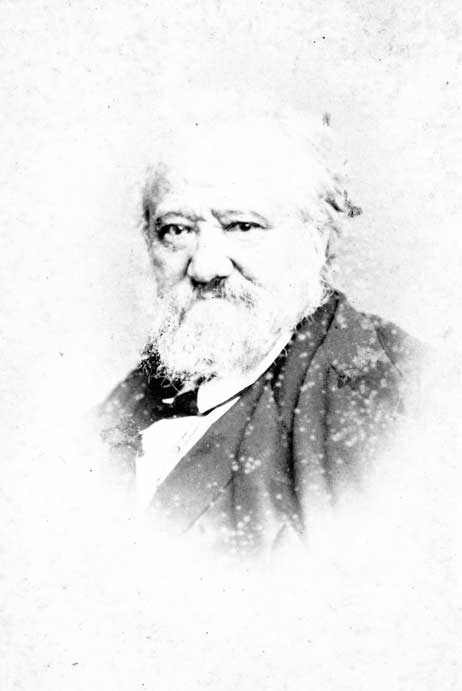
Колен в старости

Учился у Жироде-Триозона в Школе изящных искусств в Париже, был близким другом Эжена Делакруа, Ашиля Девериа и других. В 1820-х годах жил и творил в одной студии с Делакруа.
Исторический художник, жанрист. Его религиозные и исторические картины характеризуются стилем, основанным на тщательном изучении работ старых мастеров, в то время как его жанровые произведения энергичны и реалистичны. Среди последних можно отметить полотно «Французский рыбный рынок» (1832) в Старой национальной галерее в Берлине и «Отдыхающие цыгане».
Среди полотен на религиозную тематику можно назвать «Бегство из Египта» и «Успение Богородицы». Колен также иллюстрировал литературные произведения, такие как «Отелло» и «Макбет» Шекспира.
У него было четверо детей от двух жен: Анаис, Элоиза, Лор и Поль, которые пошли по его стопам и стали художниками. Кроме того, он был отчимом скульптора Луи Видаля.

## Галерея

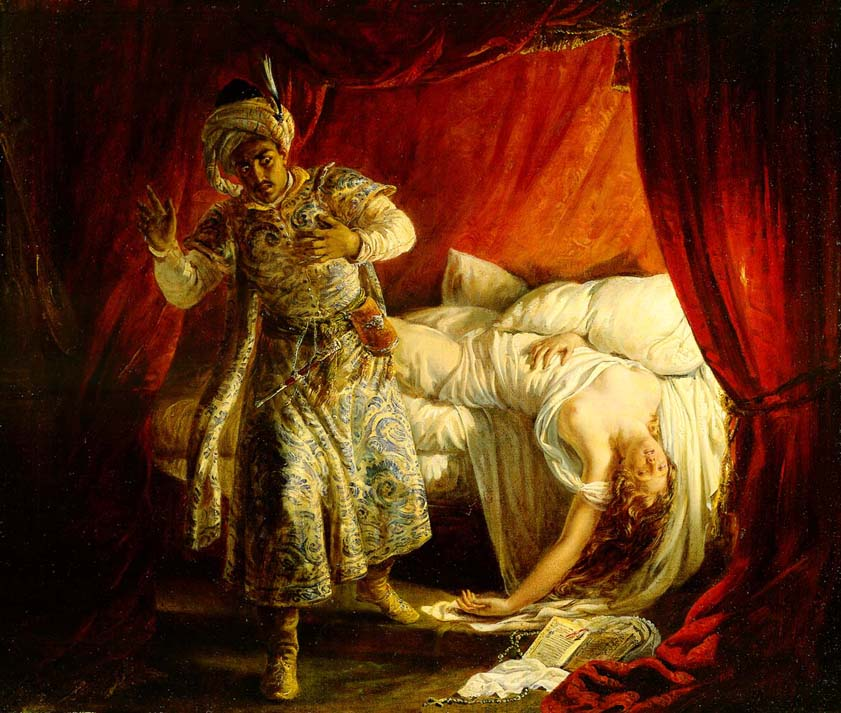
Отелло и Дездемона
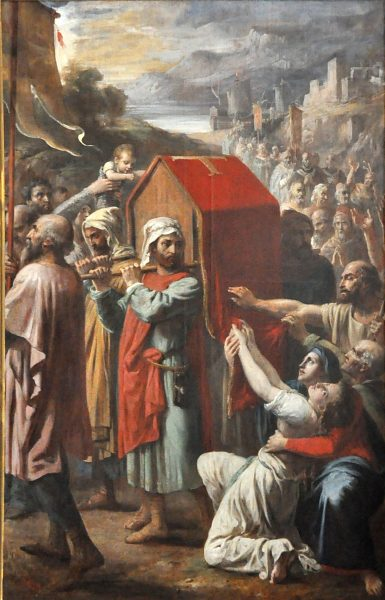
Похороны святителя Николая
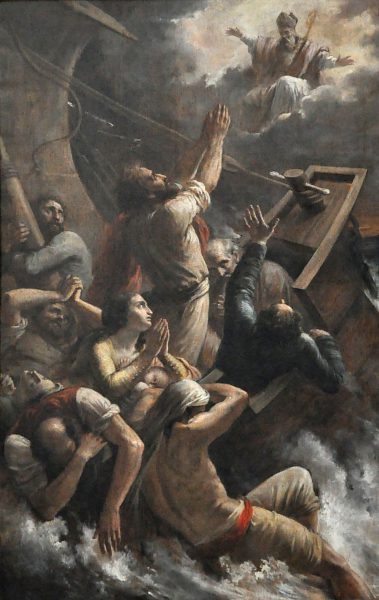
Чудо святого Николая о спасении тонущих моряков.
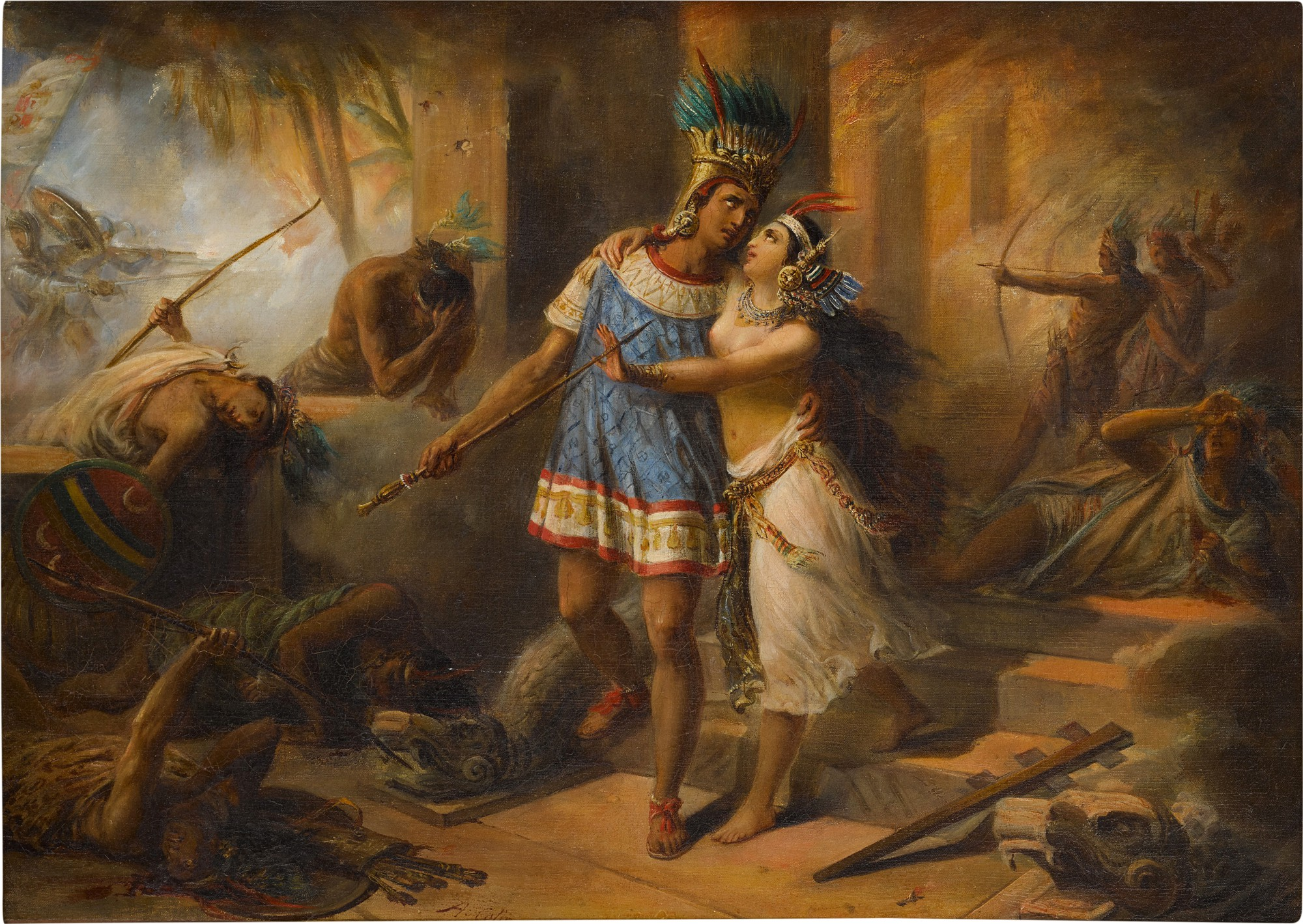
Теласко. На сюжет произведения «История ацтекской принцессы Амазили и её брата Теласко».
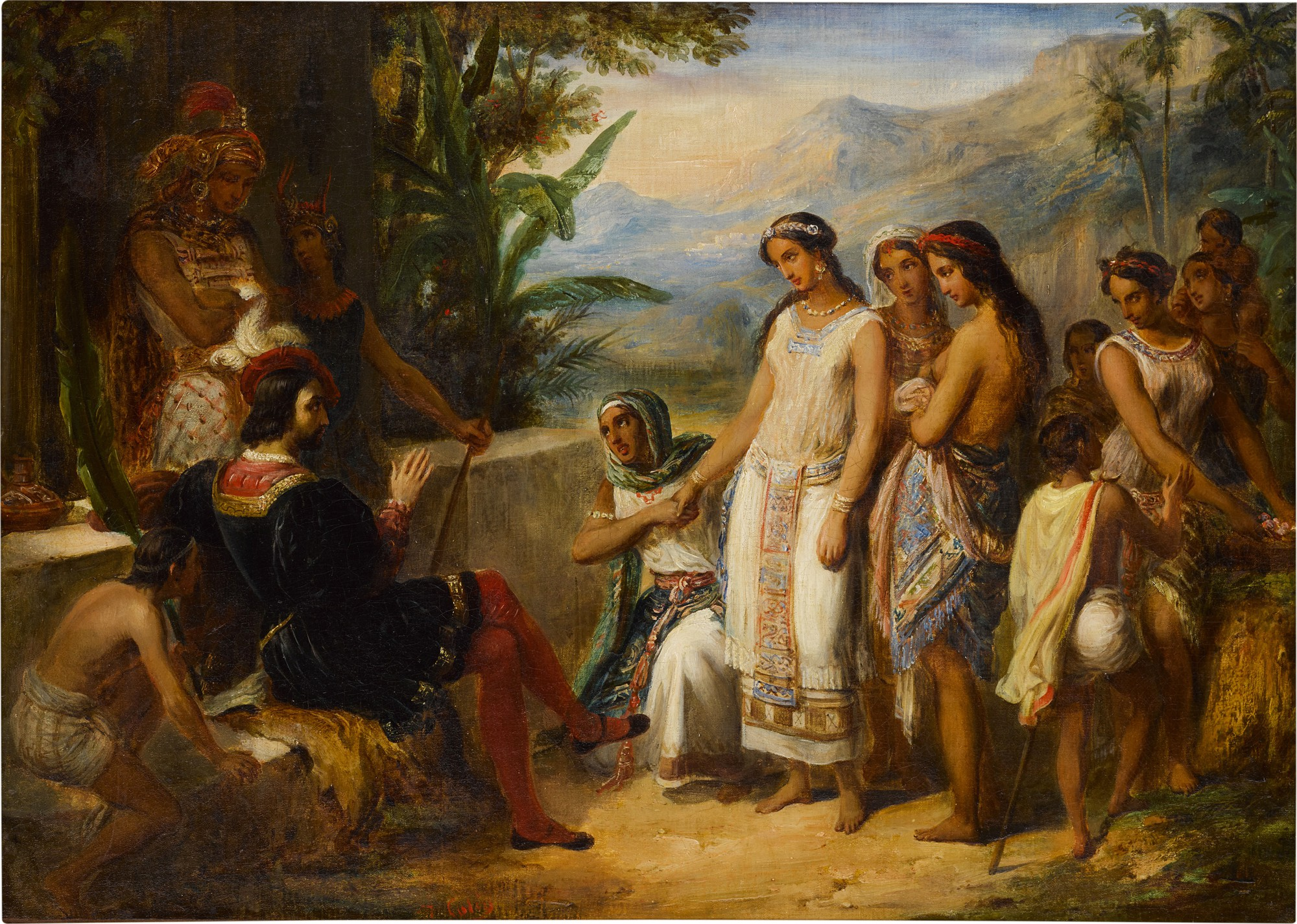
Молодая девушка из племени инков, предложенная в невесты конкистадору
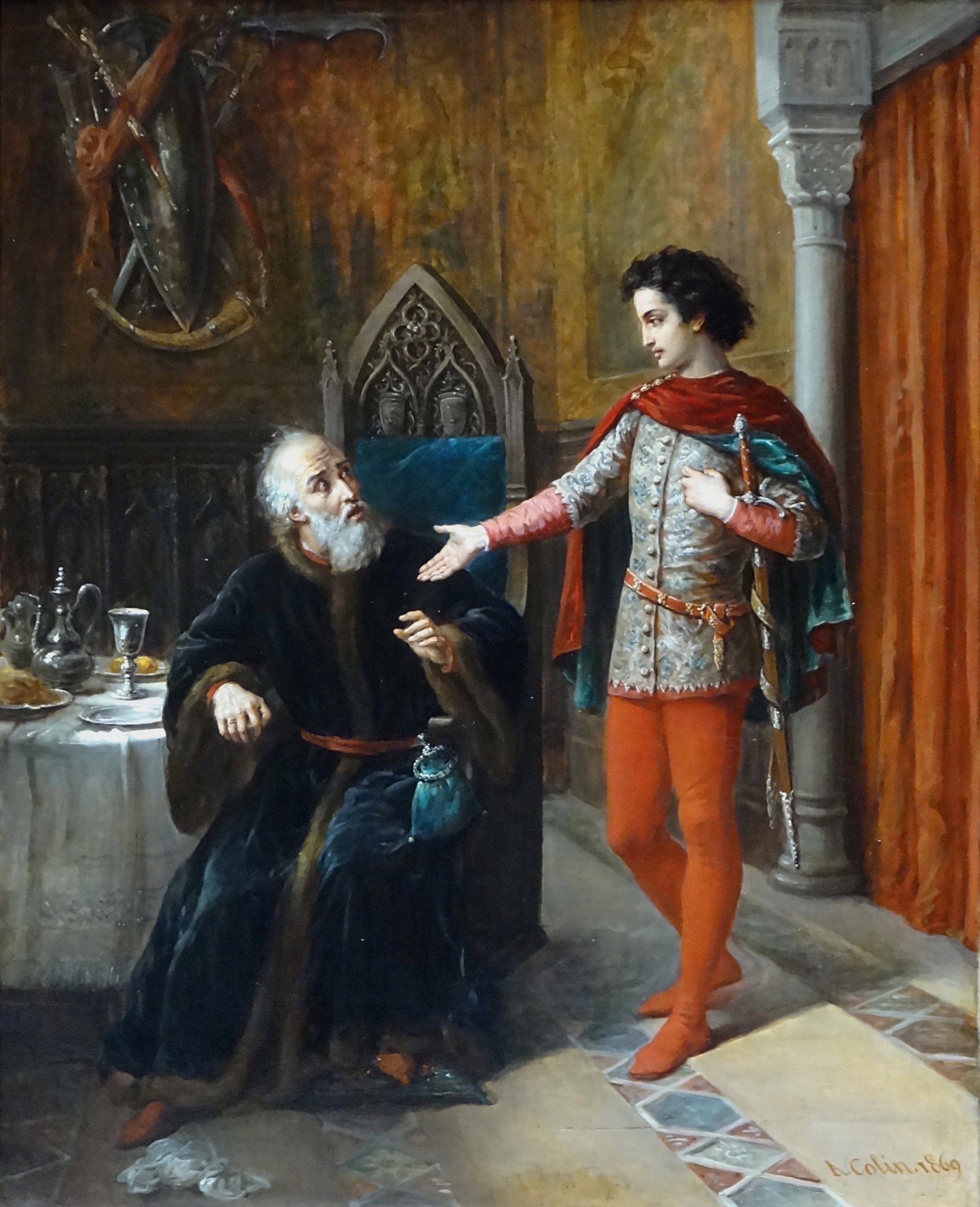
Эль Сид перед своим отцом после дуэли с графом Гормасом. На сюжет трагикомедии Корнеля «Сид».
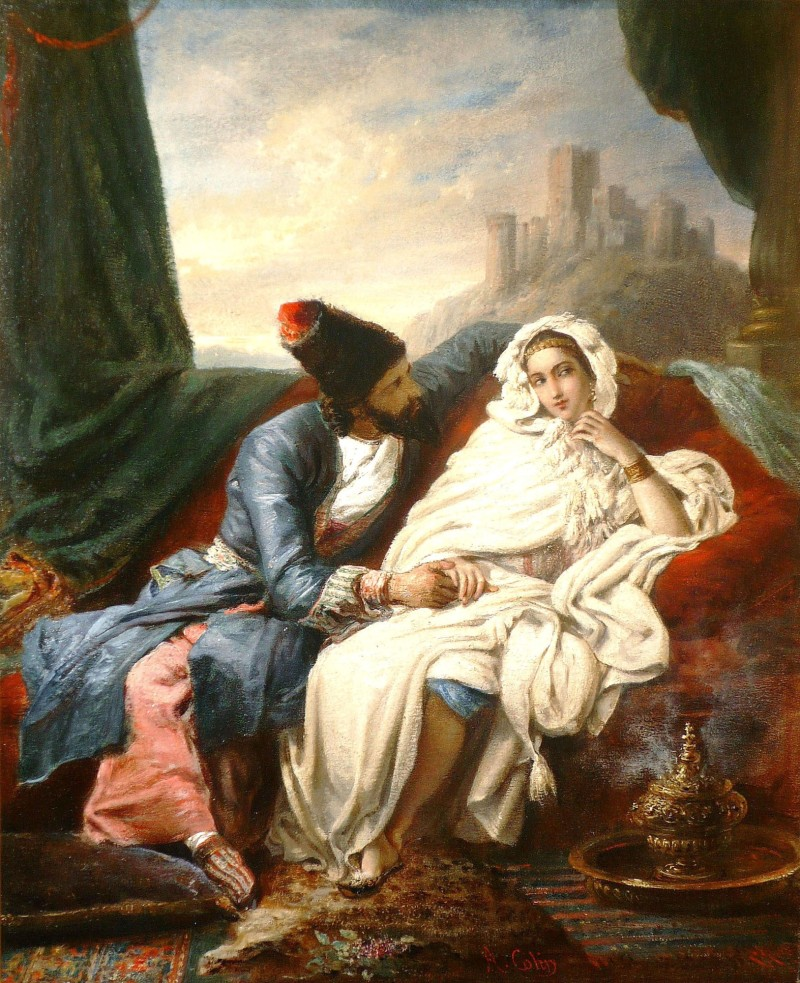
Персидский вельможа и красавица
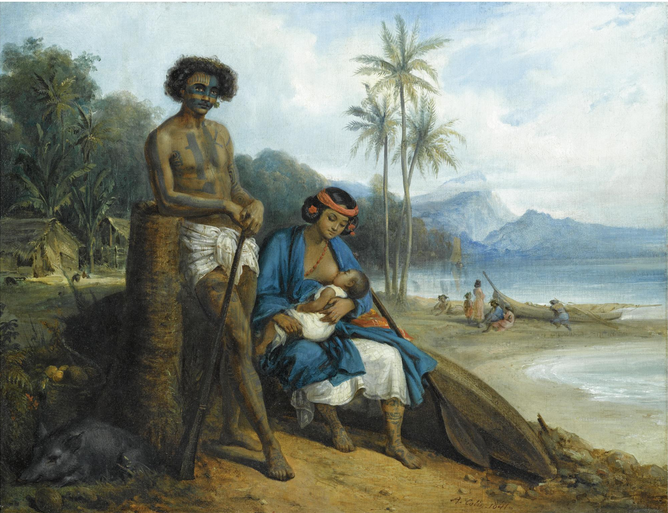
Жители острова Таити
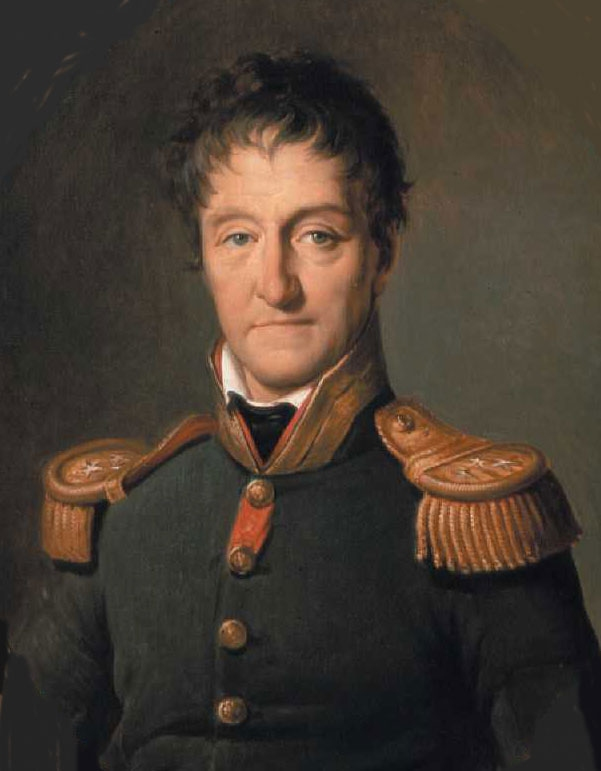
Портрет Лазара Карно